# Manuel Torres (football, 1930)
Pour les articles homonymes, voir Manuel Torres.
Manuel Torres Pastor (né le 19 avril 1930 à Teruel et décédé le 14 mars 2014), est un footballeur espagnol, évoluant au poste de défenseur.

## Palmarès
Avec le Real Madrid :
- Vainqueur de la Coupe d'Europe des clubs champions en 1957
- Champion d'Espagne en 1957